# ヴァレリー・ニーハウス
ヴァレリー・ニーハウス（Valerie Niehaus、1974年10月11日 - ）は、ドイツの女優。

## 出演作品
- エアポート/トルネード・チェイサー（アンドレア）
- シップ・オブ・ノーリターン　～グストロフ号の悲劇～
- フルスピード
- フラッシュバック